# Puciska
Puciska (gwarowe: Putíska) – wieś w Polsce położona w województwie podlaskim, w powiecie hajnowskim, w gminie Hajnówka. 

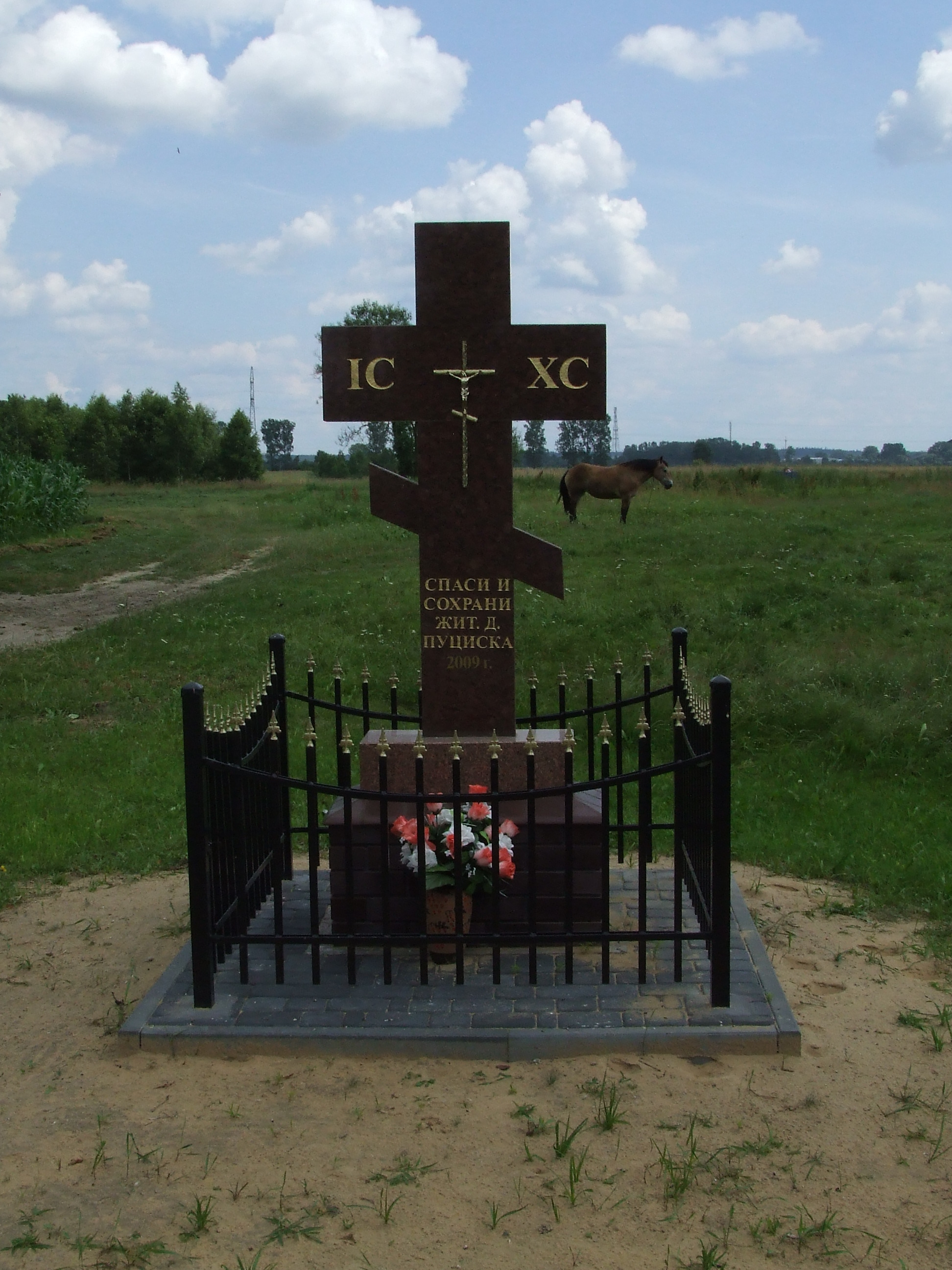
Krzyż z cyrylicznymi inspiracjami „Zbaw i chroń życia mieszkańców Pucisk”

W latach 1975–1998 miejscowość administracyjnie należała do województwa białostockiego.
Według stanu z 31 grudnia 2012 mieszkało tu 71 stałych mieszkańców.
Wierni Kościoła rzymskokatolickiego należą do parafii Podwyższenia Krzyża Świętego i św. Stanisława, Biskupa i Męczennika w Hajnówce.